# منطقه دیر حافر
منطقه دیر حافر (به عربی: منطقة دیر حافر) یک منطقه در سوریه است که در استان حلب واقع شده‌است. منطقه دیر حافر ۹۱٬۱۲۴ نفر جمعیت دارد.